# Балка Бирючина
Балка Бирючина — балка (річка) в Україні у Бойківському районі Донецької області. Права притока річки Кам'янки (басейн Азовського моря).

## Опис
Довжина балки приблизно 6,14 км, найкоротша відстань між витоком і гирлом — 5,49  км, коефіцієнт звивистості річки — 1,12 . Формується декількома балками та загатами.

## Розташування
Бере початок на північно-східній стороні від села Богданівки. Тече переважно на південний схід понад селом Черевківське і на північно-західній стороні від села Кузнецово-Михайлівка впадає у річку Кам'янку, праву притоку річки Грузький Яланчик.

## Цікаві факти
- У XX столітті на балці існували молочно-тваринна ферма (МТФ), водосховища, водокачка та декілька газових свердловин[2].